# NGC 2380
NGC 2380 je galaksija u zviježđu Velikom psu.

## Vanjske poveznice
- SEDS: NGC 2380